# Lou Pepe
Lou Pepe is een Belgisch bier van spontane gisting.
Het bier wordt sinds 1998 gebrouwen in Brouwerij Cantillon te Anderlecht.
Het is een goudblond bier met een alcoholpercentage van 5%. Dit bier wordt enkel gemaakt met lambieken van twee jaar oud, gerijpt op wijnvaten. De hergisting op de fles gebeurt niet door toevoeging van jonge lambiek maar van gesuikerde likeur wat een intensere fruitsmaak geeft. De naam van het bier komt uit het zuidwesten van Frankrijk, waar de grootvader Lou Pepe genoemd wordt.